# Технециевая звезда
Техне́циевая звезда — звезда, в спектре которой присутствуют линии поглощения технеция Tc I (423,8 и 426,2 нм). Впервые такие звёзды были обнаружены  Мериллом в 1952 году.
Технециевые звёзды принадлежат к спектральным классам M, MS, S, SC, CN. Они находятся на асимптотической ветви гигантов и сходны с красными гигантами, но имеют несколько большую светимость из-за «горения» водорода во внутренних оболочках.
Присутствие в спектрах звёзд столь короткоживущего элемента как технеций доказывает, что тяжёлые элементы образуются в звёздах путём ядерного синтеза, а не являются результатом постороннего загрязнения. Это открытие повлекло за собой разработку теории синтеза тяжёлых элементов в звёздах.

## Примеры
Некоторые технециевые звёзды (в скобках указан спектральный класс):
- T Cet (M5-6S)
- R And (S5-7)
- U Cas (S5/3)
- W And (S7/1)
- T Cam (S6/5)
- ο1 Ori (M3S)
- TV Aur (S5/6)
- NO Aur (M2S)
- R Gem (S5/5)